# 3-Amino-1,2-propandiol
3-Amino-1,2-propandiol ist eine chemische Verbindung aus der Gruppe der Diole.

## Gewinnung und Darstellung
3-Amino-1,2-propandiol kann durch Aminierung von Hydroxypropylenoxid oder 3-Chlor-1,2-propandiol mit Ammoniak gewonnen werden.

## Eigenschaften
3-Amino-1,2-propandiol ist eine viskose farblose Flüssigkeit, die mischbar mit Wasser ist.

## Verwendung
3-Amino-1,2-propandiol wird als Ausgangsstoff zur Synthese von lipidähnlichen Verbindungen für RNA-Interferenz (RNAi)-Therapeutika verwendet. Es wird auch zur Herstellung von kationischen α-helikalen Polypeptiden und verschiedenen kationischen Polymeren für Gentransfers verwendet. Es wird bei der Synthese von Iodixanol, Iohexol, Iomeprol, Iopromid und anderen nichtionischen X-CT-Kontrastmitteln eingesetzt und dient als Ausgangsmaterial bei der Herstellung von Spezialmaterialien.